# Andrea Bagioli
Andrea Bagioli (født 23. marts 1999 i Sondrio) er en professionel cykelrytter fra Italien, der er på kontrakt hos World Tour-holdet Lidl-Trek.
Han fik sin første professionelle kontrakt med start fra 2020, da han lavede en toårig aftale med Deceuninck-Quick Step. I 2018 kørte Bagioli som stagiaire hos UAE Team Emirates, og året efter var han tilknyttet Bahrain-Meridas udviklingshold Team Colpack.